# 格雷瑟
格雷塞是德国梅克伦堡-前波莫瑞州的市镇。总面积21.25平方公里，总人口628人，其中男性323人，女性305人（2011年12月31日），人口密度30人/平方公里。